# Staatliches Museum für Naturkunde Karlsruhe

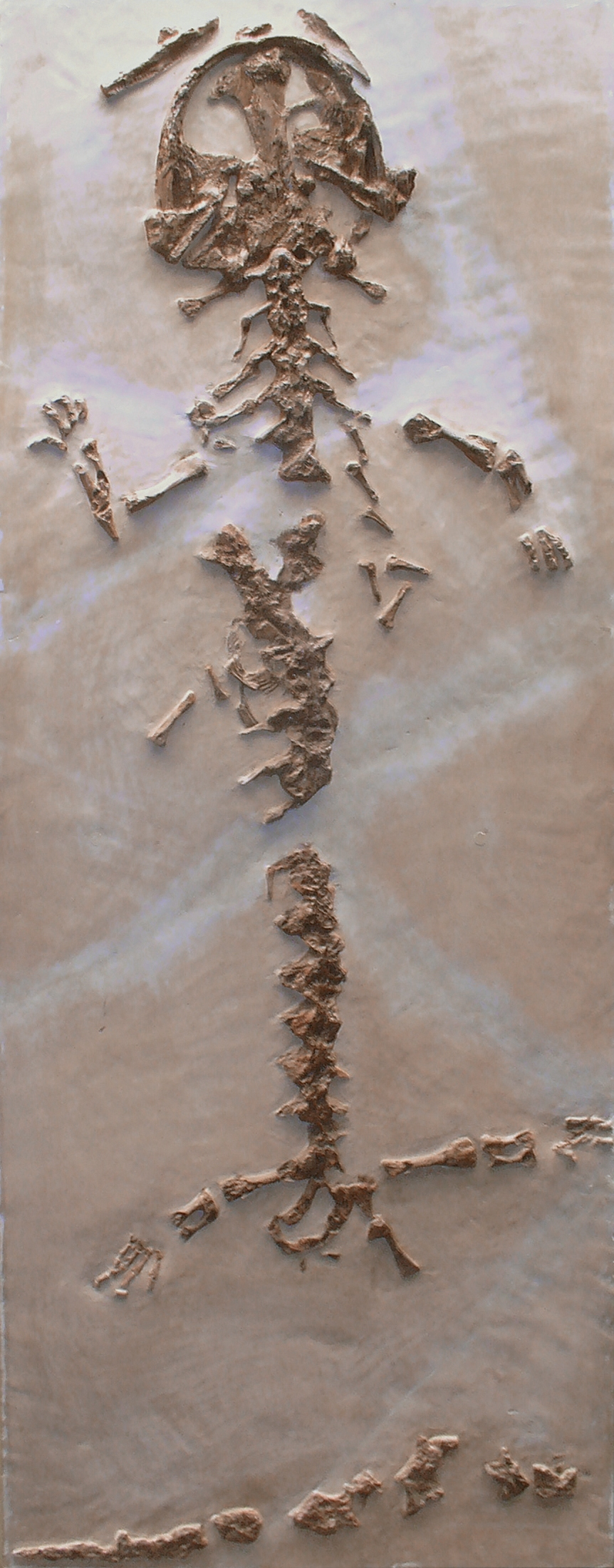
Andrias scheuchzeri

Das Staatliche Museum für Naturkunde Karlsruhe (kurz SMNK), früher Landessammlungen für Naturkunde Karlsruhe, ist eines der großen naturwissenschaftlichen Forschungsmuseen Deutschlands. Seine Ursprünge liegen bei der Mitte des 18. Jahrhunderts angelegten markgräflich-badischen Sammlungen von Kuriositäten und Naturalien. Die Dauerausstellungen zeigen neben Fossilien, Mineralien, Präparaten von einheimischen und exotischen Tieren auch lebende Tiere im Vivarium. Eine enge Zusammenarbeit besteht mit dem Naturwissenschaftlichen Verein Karlsruhe.
Das Wahrzeichen des Naturkundemuseums ist der Riesensalamander Andrias, dessen Fossil aus Öhningen von Johann Jakob Scheuchzer 1726 irrtümlich als ein in der Sintflut ertrunkener armer Sünder (Homo diluvii testis ‚Bein-Gerüst eines in der Sündflut ertrunkenen Menschen‘) beschrieben wurde.
Zum Museum gehört eine der Öffentlichkeit nicht allgemein zugängliche Präsenzbibliothek.
Das SMNK lag 2022 mit 183.646 Besuchenden an zweiter Stelle unter den Museen der Stadt Karlsruhe hinter dem Badischen Landesmuseum.

## Geschichte

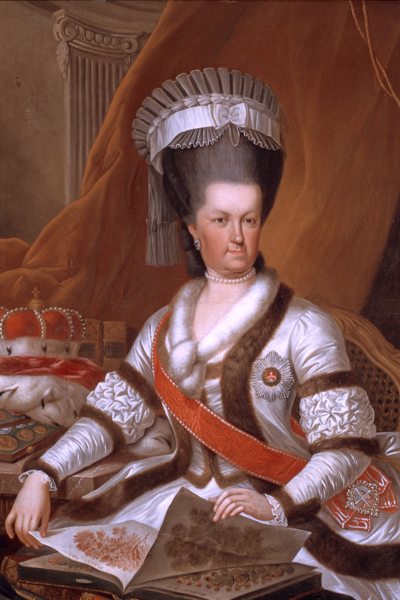
Karoline Luise von Baden

Zwischen 1752 und 1783 wurde durch die Interessen und das Engagement von Markgräfin Karoline Luise (1723–1783) die markgräflich-badischen Sammlungen von Kuriositäten und Naturalien so stark erweitert, dass eine bedeutende wissenschaftliche Sammlung entstand. Das Naturalienkabinett wurde 1785 erstmals für die Bürger zugänglich, nachdem es ein Jahr zuvor in die Räume der Hofbibliothek verlagert worden war. Das Gebäude am Friedrichsplatz, in dem sich das Museum  befindet, wurde zwischen 1866 und 1872 durch Josef Berckmüller für das Naturalienkabinett und die Hofbibliothek errichtet.
In der ersten Hälfte des 19. Jahrhunderts nahm die Botanik einen besonderen Platz ein, da die ersten drei Direktoren Karl Christian Gmelin, Alexander Braun und Moritz August Seubert bekannte Botaniker waren, die zudem Herbarien hinterließen.
Das Vivarium entstand aus in einer privaten Sammlung mit Aquarien und Terrarien, die ein Lehrer an der Volksschule Daxlanden für seinen Biologieunterricht 1938 eingerichtet hatte. Es war zuerst im damaligen Lehrerseminar in der Rüppurer Straße untergebracht.
Während des Zweiten Weltkriegs wurde das Gebäude in der Nacht vom 2. zum 3. September 1942 durch Phosphorbomben zerstört, und große Teile der Sammlung gingen verloren. Dabei wurden neben Teilen der ebenfalls im Gebäude befindlichen Badischen Landesbibliothek auch die Bibliotheken der geologisch-paläontologischen, der mineralogischen und der botanischen Abteilung vollständig vernichtet. Mitarbeiter und 50 freigestellte Lehrer konnten nur die zoologische Bibliothek vor den Flammen retten. Deshalb besitzt die Bibliothek nur 97 Bücher aus der Zeit vor 1800.
Die Reste der Museumssammlung wurden vernichtet, als im September 1944 auch das Schloss Karlsruhe bombardiert wurde, wohin die Reste der zoologischen Schauobjekte und Teile der Sammlung ausgelagert worden waren. Einzig die Molluskensammlung blieb weitgehend erhalten.
Nach dem Krieg galt die Sammeltätigkeit des Museums vorrangig dem Wiederaufbau der Schausammlung, die Helmut Knipper durch seine Ostafrikareisen vorantrieb. Heute liegt der Schwerpunkt dagegen bei der wissenschaftlichen Sammlung. Ab 1948 war das Vivarium im Keller des Museums untergebracht und zeigte neben einheimischen auch exotische Tiere, bevor es 1962 im Erdgeschoss eine neue Bleibe fand. Ende der 1960er Jahre entstanden Dioramen, die einheimische Tiere in ihren natürlichen Lebensräumen zeigen.
Für die Bibliothek blieben unersetzliche Verluste trotz der gezielten Ankäufe nach dem Krieg und dem Erhalt von Schenkungen und Nachlässen. Die Bibliothek steht den Mitarbeitern und mit Einschränkungen Fachwissenschaftlern und naturkundlich tätigen Privatpersonen zur Verfügung.
Der Wiederaufbau des Gebäudes am Friedrichsplatz unter Federführung von Baudirektor Langenbach und  Oberregierungsbaudirektor Franz Schillinger wurde 1972 vorläufig abgeschlossen. Im Juli 2016 wurde die im November 2013 begonnene Sanierung des Westflügels abgeschlossen und dem Museum damit 1200 Quadratmeter weitere Ausstellungsfläche hinzugefügt. Die ursprünglich ebenfalls vorgesehene Wiedererrichtung der originalen Kuppel als Planetarium ist aufgrund der fehlenden Finanzierung bis auf Weiteres ausgesetzt.
Auf dem Platz vor dem Gebäude steht die Skulptur „Springende Panther“ von Andreas Helmling.
Das Museum ist seit dem 24. September 2009 Gründungsmitglied des Humboldt-Rings.

## Museumsschwerpunkte
Auf über 5000 m² Ausstellungsfläche zeigt das Museum Dauerausstellungen, das Vivarium und wechselnde Sonderausstellungen. Die Dauerausstellungen umfassen:

### Zoologie

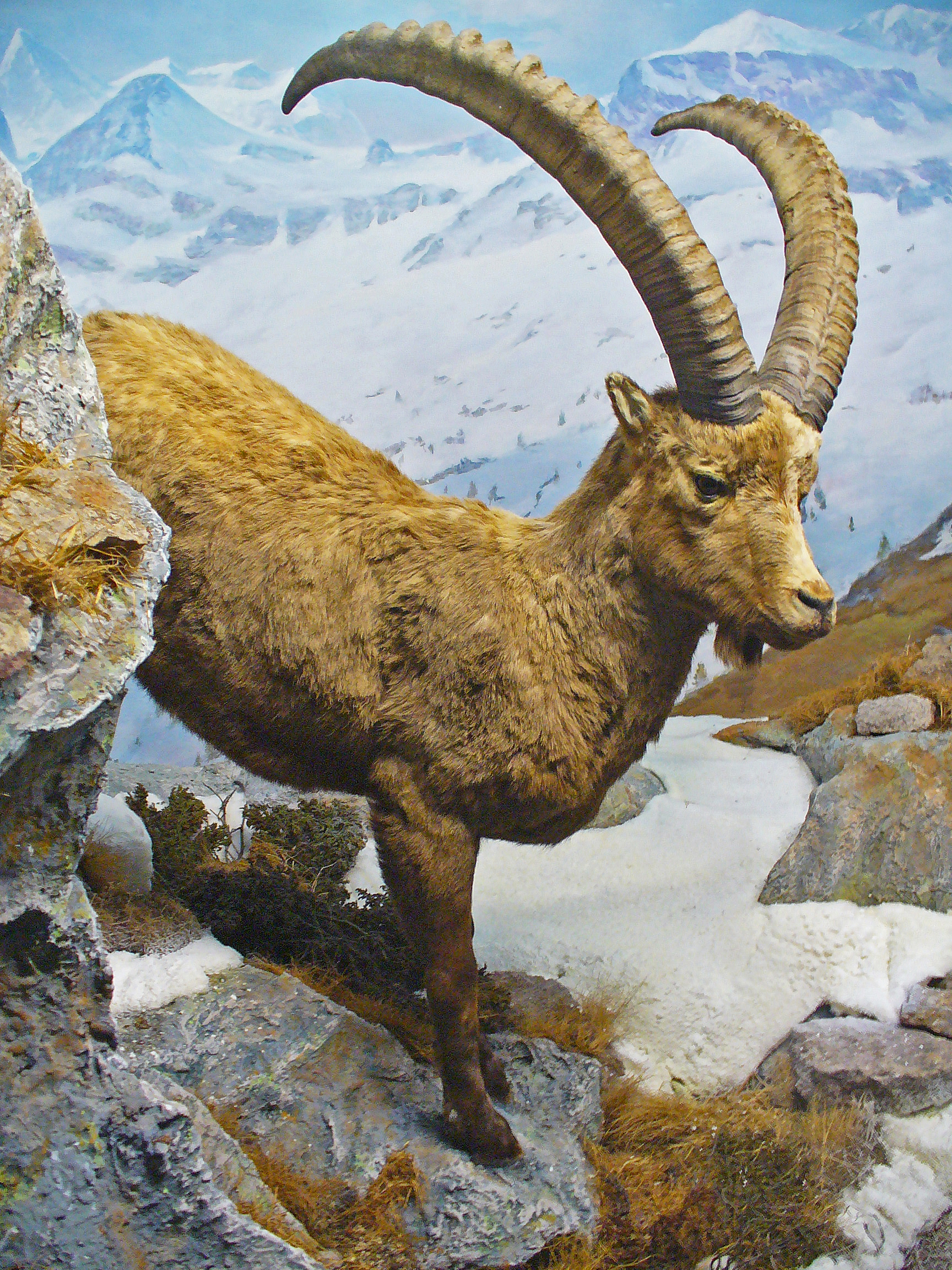
Alpensteinbock im Diorama

Die Dioramen aus den 1960er Jahren im Erdgeschoss zeigen unter anderem eine Wildschweinfamilie an der Suhle, ein Wolfsrudel bei der Jagd, Gämsen im Schwarzwald und Alpensteinböcke in den Alpen, eine Fähe mit Jungfüchsen vor dem Bau sowie Elche und Rehe.
Der Bereich Afrikanische Lebensräume zeigt die drei typischen Landschaften Wüste, Savanne und tropischer Regenwald. Neben Präparaten von unter anderem Löwen und Impalas, einer Streifenhyäne, einem Serval und einem Strauß, sind auch lebende Dornschwanzagamen und ein Afrikanische Lungenfisch zu sehen.
In der Heimischen Natur werden die Lebensraumtypen Siedlung, Wald und Gewässer betrachtet. Hier sind vor allem Präparate einheimischer Säugetiere und Vögel in naturgetreuer Umgebung zu sehen.

### Insekten
Insekten bilden den größten Sammlungsbestand und viele Präparate der Dauerausstellung zeigen den Farben- und Formenreichtum dieser Tiergruppe. Lebende Blattschneiderameisen, Rosenkäfer, Stab- und Gespenstschrecken zeigen die Anpassungen an verschiedene Lebensräume und klimatische Bedingungen. Übergroße, detailgetreue Modelle zeigen den Aufbau und die Feinheiten von Insekten.

### Mineralien
Die Mineralienausstellung zeigt neben Mineralien der Region vom Kaiserstuhl und aus dem Schwarzwald Mineralien aus der ganzen Welt wie Feueropal, Schwefelkies, Topas, Achat, Rosenquarz, Rubin, Smaragd, Tigerauge, Malachit, Azurit, Lapislazuli und Türkis. Um die fluoreszierenden Eigenschaften mancher Mineralien zu zeigen, gibt es eine mit ultraviolettem Licht beleuchtete Dunkelkammer. Außer Flussspat (Fluorit), das der Fluoreszenz den Namen gab, sind unter anderem der weiß-grünliche Skapolith, der leuchtend gelbes Licht emittiert, und Cölestin aus Sizilien, der leuchtend grünes Licht aussendet, zu sehen. Ebenfalls werden die vielfältigen Verwendungsmöglichkeiten von Mineralien beleuchtet.

### Geologie
Der Geologiesaal wurde Mitte 2006 neu gestaltet und zeigt die geologische Vergangenheit des Oberrheins. Das Modell eines Gletschertores zeigt wie die Landschaft durch die Naturkräfte geformt wird – die „Spur der Steine“ zeigt den Transport von Gestein, das auf seinem Weg vom Gletscher zum Meer durch die Kraft des Wassers zu feinem Sand zerrieben wird. Diese grenzüberschreitende Thematik hat Infotafeln in deutscher und französischer Sprache.

### Fossilien

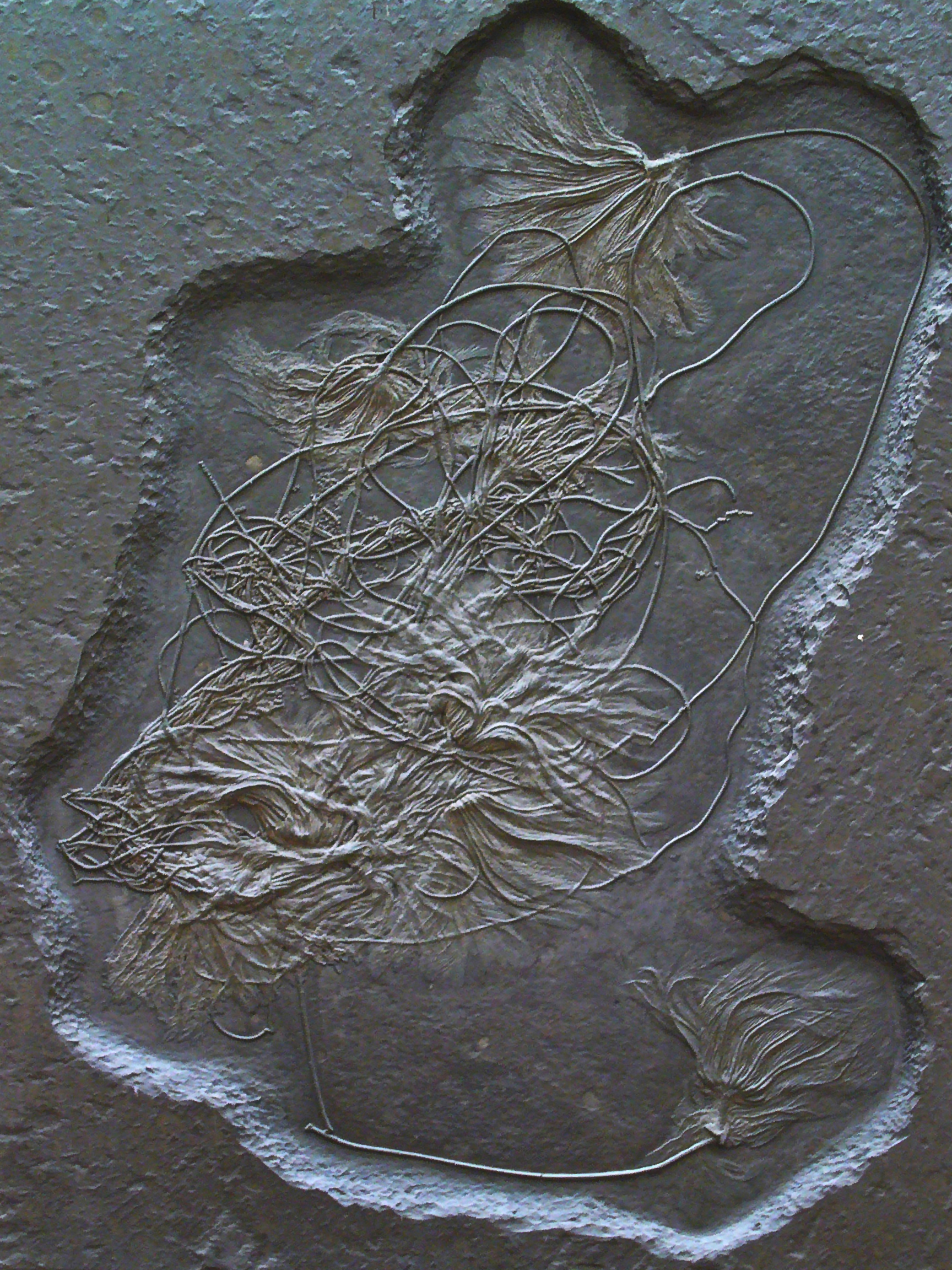
Seirocrinus subangularis im Treppenaufgang des Museums

Der große Treppenaufgang und die Holzmaden-Wand zeigen etwa 140 Millionen Jahre alte, versteinerte Seelilien, Ammoniten, den Ganoidfisch Dapedius punctatus mit glänzendem Schuppenpanzer, einen Fischsaurier (Ichthyosauria) und das Skelett des Meereskrokodils Steneosaurus.
Von der Fundstelle Höwenegg im Hegau sind zirka 11 Millionen Jahre alte Überreste von Pflanzen und Tieren, die am Abhang eines erloschenen Vulkans lebten, zu sehen. Darunter befinden sich Hipparion und Rüsseltier Deinotherium. Aus Öhningen am Bodensee sind Versteinerungen von Pflanzen und Tieren, die an und in einem See lebten, ausgestellt. Unter den gezeigten Exponaten befinden sich Fische, Amphibien, Reptilien, Insekten und Säugetiere.
Der Urzeitsaal ermöglicht es, die Entwicklung des Lebens auf der Erde in den letzten 540 Millionen Jahren zu verfolgen. Bei dem Skelett eines etwa 280 Millionen Jahre alten Dimetrodon handelt es sich um einen Abguss mit Rekonstruktionen einzelner Teile, da das Original der paläontologischen Sammlung der Universität Tübingen nicht komplett ist. Einige Fossilien aus dem Weltnaturerbe Grube Messel zeigen, dass sich viele Tierarten seit über 50 Millionen Jahren nicht mehr grundlegend weiterentwickelt haben. Aus der Pisco-Formation in Chile ist das fossile Skelett eines Wales (Balaenoptera siberi) ausgestellt.

### Vivarium

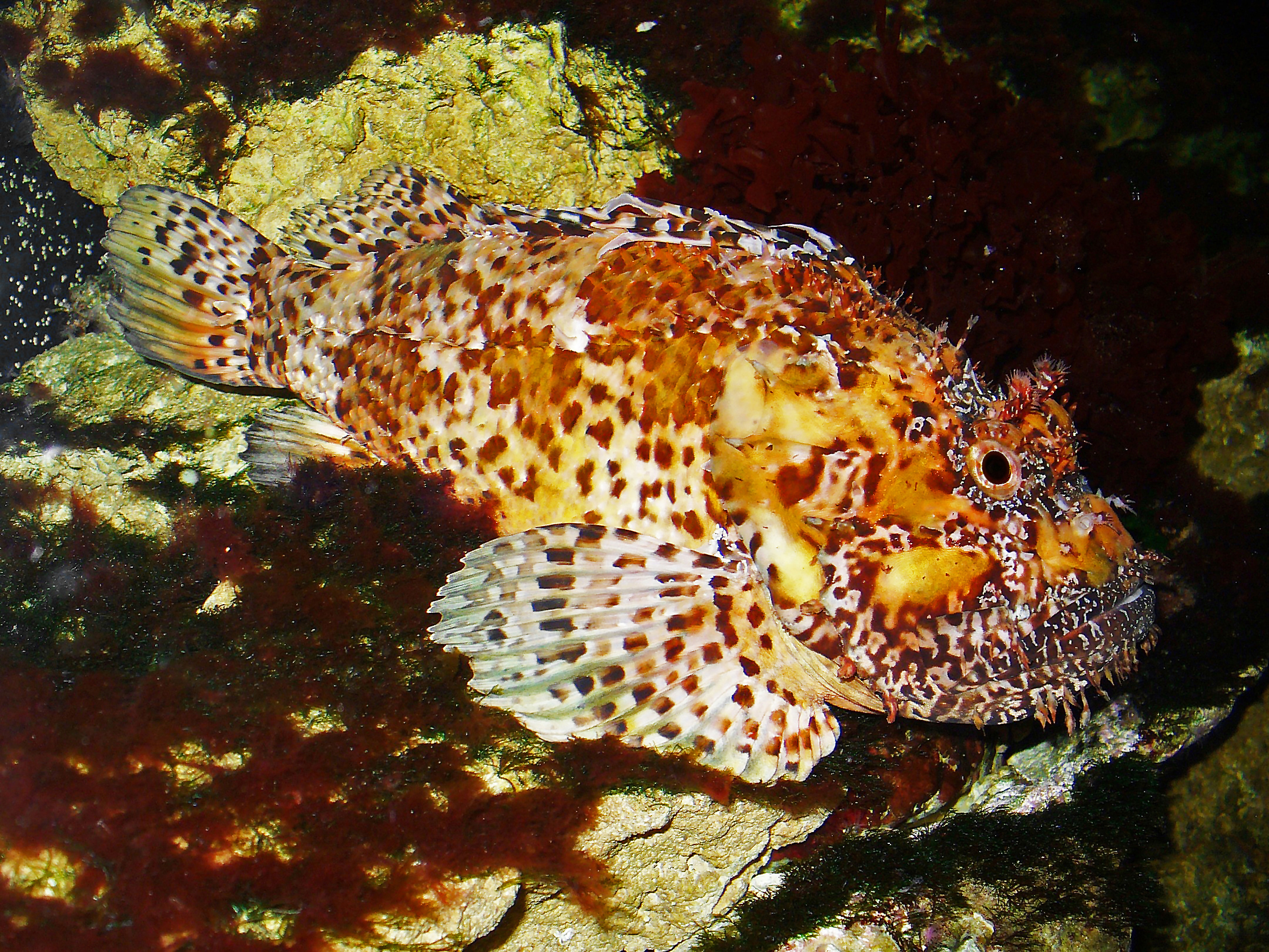
Großer Roter Drachenkopf in einem Aquarium des Vivariums

Das Vivarium umfasste über 30 Aquarien. Zu beobachten waren sowohl Vertreter der tropischen Süßgewässer und Korallenriffe als auch Lebensräume des Mittelmeeres und seine Bewohner. Den zweiten Teil des Vivariums stellten die Terrarien dar, die viele Reptilien und Amphibien aus tropischen Wäldern und Steppen zeigten. Die Nachzuchten der verschiedenen Tiere konnten in einer eigens eingerichteten Babyecke eingesehen werden.
Ein Bambushai-Weibchen konnte hier seit 2001 mehrfach lebenden Nachwuchs zur Welt bringen, ohne von einem Männchen befruchtet worden zu sein. Hierbei handelt es sich um die erste bekanntgewordene Jungfernzeugung bei Haien in Europa.
Im Zuges des Umbaus des Westflügels wurde das Vivarium in die neu konzipierte Dauerausstellung „Form und Funktion“ integriert und um ein 260.000 Liter fassendes Korallen- und Haifischbecken sowie eine Anlage für Australische Süßwasserkrokodile erheblich erweitert. Der Saal „Klima und Lebensräume“ mit etlichen Aquarien und Terrarien war vom Umbau nicht betroffen und blieb weiterhin bestehen. Hier geben naturnah gestaltete Aquarien und Terrarien einen Eindruck der Tierwelt der feuchten Tropen, der subtropischen Trockengebiete, von tropischen Korallenriffen und kalten Meeren.
Von 1989 bis 2025 wurde das Vivarium vom schwäbischen Diplom-Biologen Hannes Kirchhauser geleitet (Lieblingstier: Krake).

### Bionik
Im neu eröffneten Westflügel des Museums inklusive einiger Flächen des Vivariums wurde im Jahr 2016 die neue Dauerausstellung „Form und Funktion – Vorbild Natur“ eröffnet. Thematischer Schwerpunkt der Ausstellung ist Bionik – der Aufbau natürlicher Materialien und Funktionsprinzipien und wie der Mensch diese technisch nachbilden kann.

## Publikationen
Das Staatliches Museum für Naturkunde Karlsruhe veröffentlicht gemeinsam mit der Bezirksstelle für Naturschutz und Landschaftspflege Karlsruhe des Landes Baden-Württemberg sowie dem Naturwissenschaftlichen Verein Karlsruhe jährlich die Zeitschrift Carolinea. Weiter veröffentlicht es unter dem Titel Andrias unregelmäßig erscheinende Einzelbände zu Themen aus naturkundlichen Forschungsgebieten sowie populärwissenschaftliche Schriften wie die Karlsruher Naturhefte.

## Kontroverse
Das Museum geriet wegen ethisch fragwürdiger und wahrscheinlich illegaler Aneignung von Fossilien in die Kritik. Das Fossil von Ubirajara jubatus, eines einzigartigen Dinosauriers aus der Kreidezeit mit Strukturen, bei denen es sich um frühe Federn handeln könnte, sollte nach widersprüchlichen Angaben 1995 oder 2006 mit einer Genehmigung für nicht näher bezeichnete Exemplare aus Brasilien ausgeführt worden sein, doch ließen sich entsprechende Dokumente nicht direkt mit dem Ubirajara-Fossil in Verbindung bringen und wurden möglicherweise in Täuschungsabsicht vorgelegt. Abgesehen davon, erlaubt das brasilianische Gesetz keine dauerhaften Exporte von Fossilien, sondern nur Leihgaben. Die brasilianische Gesellschaft für Paläontologie kündigte an, die Angelegenheit zu untersuchen, und mehrere brasilianische Paläontologen forderten die Rückgabe des Fossils, zu der es im Juni 2023 dann auch kam. Die von zwei Forschern des Museums mitverfasste Publikation in der Fachzeitschrift Cretaceous Research, in der das Fossil ohne Beteiligung brasilianischer Institutionen beschrieben wird und deren Erscheinen im Dezember 2020 die Diskussion ausgelöst hatte, wurde von Elsevier vorübergehend entfernt und später ganz zurückgezogen. Andere Fossilien im Museum, wie die von Unwindia und Susisuchus, sind mit ähnlichen ethischen Bedenken konfrontiert.